# 朱寘鑭
弘農榮惠王朱寘鑭（1466年—1508年），明朝慶藩第二代弘農王，弘農安僖王朱邃㙉的庶長子。

## 生平
朱寘鑭初封鎮國將軍。弘治二年（1489年）七月，弘農安僖王朱邃㙉去世。弘治五年（1492年）十月，朱寘鑭襲封弘農王。
弘治十七年（1504年），朱寘鑭獲賜《為善陰隲》《四書集注》等書。
正德三年（1508年），朱寘鑭去世，享年四十三歲，諡號榮惠。八年後，嫡第二子朱台泙襲爵。

## 家庭

### 妻
- 管氏，初冊為鎮國將軍夫人，弘治五年（1492年）十月冊為弘農王妃[2]。

### 子孫
- 庶第二子：鎮國將軍朱台湂[7]
  - 孫：輔國將軍朱鼒杪[8]
- 嫡第二子：弘農恭定王朱台泙[6]